# 呵嘿
《Ho Hey》是樂團The Lumineers的一首美國民謠搖滾作品。它發行於2012年，是他們首張錄音專輯《The Lumineers》的先行單曲。其音樂錄影帶亦於同年3月11日發行。《Ho Hey》已經在告示牌百大單曲榜達到第3名，成為他們第一首締造如此佳績的單曲，同時也是他們第一首進入前五大排名的單曲。它還是他們首支銷售量於美國達到白金級（Platinum-Status）之單曲。
《滾石》雜誌將其列為2012年最佳歌曲的第26名。

## 作曲
《Ho Hey》是首以C 大調寫成的獨立民謠（Indie folk）歌曲。在錄音的過程中用到一臺McIntosh MC240揚聲器（amplifier）。